# Thomas Weber (Historiker)
Thomas Weber (* 29. April 1974 in Hagen) ist ein deutscher Historiker und Hochschullehrer. Seit  2013 ist er  Professor für Geschichte und internationale Politik an der University of Aberdeen.

## Leben
Von 1986 bis 1993 besuchte Thomas Weber das Anne-Frank-Gymnasium der Stadt Halver. Weber studierte von 1993 bis 1996 Geschichte, Anglistik und Jura an der Westfälischen Wilhelms-Universität Münster und von 1996 bis 1998 Modern History in Oxford, wo er 2003 mit einer von Niall Ferguson betreuten Arbeit promoviert wurde.
Nachdem er einige Jahre in Harvard, dem Institute for Advanced Study in Princeton, der University of Pennsylvania, der University of Chicago und der University of Glasgow gelehrt oder geforscht hat, lehrt er seit September 2008 an der University of Aberdeen. Schwerpunkte seiner Lehr- und Forschungstätigkeit sind die Europäische Geschichte und die Globalgeschichte im 20. Jahrhundert. Seit 2010 ist er Direktor des Centre for Global Security and Governance an der University of Aberdeen und seit 2013 Professor of History and International Affairs. Von 2012 bis 2013 war er Fritz-Thyssen-Fellow am Weatherhead Center der Harvard University. Seit 2013 ist er Gastwissenschaftler am Center for European Studies der Harvard University.

## Auszeichnungen
- 2010: The Arthur Goodzeit Book Award
- 2008: Duc d’Arenberg History Prize for the best book on European History and culture (für Our Friend “The Enemy”)
- 2005: Infinity Award in der Kategorie „Publication“ des International Center of Photography, New York City für Lodz Ghetto Album
- 2004:	Golden Light Award in der Kategorie „Best Edited Historical Book“ für Lodz Ghetto Album

## Schriften
- Lodz Ghetto Album. Photographs by Henryk Ross, selected by Timothy Prus and Martin Parr, foreword by Robert Jan van Pelt, text by Thomas Weber. Chris Booth, London 2004, ISBN 0-9542813-7-3.
- Our Friend “The Enemy”. Elite Education in Britain and Germany before World War I. Stanford University Press, Stanford 2008, ISBN 978-0-8047-0014-6.
- Hitler’s First War. Adolf Hitler, the Men of the List Regiment, and the First World War. Oxford University Press, Oxford 2010, ISBN 978-0-19-923320-5.
  - deutsche Übersetzung: Hitlers erster Krieg. Der Gefreite Hitler im Weltkrieg – Mythos und Wahrheit. Propyläen, Berlin 2011, ISBN 978-3-549-07405-3; Taschenbuch: List, Berlin 2012, ISBN 978-3-548-61110-5.[1]
- Becoming Hitler: The Making of a Nazi, Basic Books, New York 2017, ISBN 978-0-465-03268-6.
  - deutsch: Wie Adolf Hitler zum Nazi wurde. Vom unpolitischen Soldaten zum Autor von „Mein Kampf“. Aus dem Englischen von Heike Schlatterer und Karl Heinz Siber. Propyläen, Berlin 2016, ISBN 978-3-549-07432-9.[2]